# Kryszina Muljartschyk
Kryszina Muljartschyk (* 23. Dezember 1997 in Brest) ist eine belarussische Sprinterin, die sich auf den 400-Meter-Lauf spezialisiert hat.

## Sportliche Laufbahn
Erste internationale Erfahrungen sammelte Kryszina Muljartschyk beim Europäischen Olympischen Jugendfestival (EYOF) 2013, bei dem sie im 200-Meter-Lauf mit 25,74 s in der ersten Runde ausschied und auch mit der belarussischen 4-mal-100-Meter-Staffel verpasste sie mit 48,45 s den Finaleinzug. 2019 belegte sie bei den Europaspielen in Minsk in 3:19,91 min den sechsten Platz in der Mixed-Staffel und anschließend schied sie bei den U23-Europameisterschaften im schwedischen Gävle im 400-Meter-Lauf mit 54,80 s in der Vorrunde aus. 2021 startete sie über dieselbe Distanz bei den Halleneuropameisterschaften in Toruń und kam dort mit 53,93 s nicht über die erste Runde hinaus.
2018 wurde Muljartschyk belarussische Meisterin im 400-Meter-Lauf sowie von 2017 bis 2019 auch in der 4-mal-400-Meter-Staffel und 2020 in der Mixed-Staffel. Zudem wurde sie 2018, 2020 und 2021 Hallenmeisterin in der 4-mal-400-Meter-Staffel. 

## Persönliche Bestleistungen
- 400 Meter: 53,27 s, 1. August 2020 in Minsk
  - 400 Meter (Halle): 53,66 s, 20. Januar 2021 in Minsk